# Rezina
Rezina è una città della Moldavia capoluogo del distretto omonimo di 12.601 abitanti al censimento del 2004, dei quali 10.196 risiedono in località Rezina e costituiscono la popolazione urbana mentre i rimanenti risiedono nelle località amministrate dalla città e costituiscono la popolazione rurale.
Dista 98 km a nord-est dalla capitale lungo la riva destra del Nistro.

## Storia
La città è menzionata per la prima volta in un documento ufficiale il 5 febbraio 1495. Alla fine del XVIII secolo è conosciuta come sede di un mercato. All'inizio degli anni quaranta, con l'occupazione da parte dell'Armata Rossa diventa un centro amministrativo. Un grande sviluppo industriale si è avuto negli anni settanta.

## Località
La città è formata dall'insieme delle seguenti località (popolazione 2004):
- Rezina (10.196 abitanti)
- Boşerniţa (486 abitanti)
- Ciorna (1.202 abitanti)
- Stohnaia (717 abitanti)